# PC-7 Team
«Команда PC-7» (англ. PC-7 Team) — пилотажная группа швейцарских ВВС. Группа летает на девяти учебно-тренировочных самолётах Pilatus PC-7. Эскадрилья «Команда PC-7» была основана в 1987 году в составе Военно-воздушных сил Швейцарии.

## История
Пилотажная группа была основана в 1987 году в составе девяти турбовинтовых самолетов Pilatus PC-7. Весь 1988 год самолёты эскадрильи не выполняли показательные полёты. С 1989 года команда начинает активные тренировки и принимает участие во многих авиационных шоу, в основном в пределах Швейцарии. С 1992 года «Команда PC-7» стала выступать и в других странах (Италия, Франция, Ирландия, Германия, Израиль, Венгрия, Чехия).
В 1998 году вследствие финансовых проблем решался вопрос о расформировании группы. Однако положение спасли на государственном уровне. В 2006 году пилотажная группа получила модернизированную версию самолёта Pilatus PC-7 NCPC-7 с улучшенной авионикой и новой кабиной. Новая кабина самолёта, в частности, включает в себя центральный многофункциональный экран, соединённый с обновлённой системой связи и навигации.
«Команда PC-7» не имеет официального места базирования. Чаще всего самолёты базируются в аэропорту Локарно.

## Team
| Callsign      | Position         | Name                                       |
| ------------- | ---------------- | ------------------------------------------ |
| Commander     | Commander        | Oberst Lt. Daniel Stämpfli „Stampa“        |
| Turbo Uno     | Leader           | Capt Cyril Johner „Johnny“                 |
| Turbo Due     | Right Wing       | Capt Benjamin Matthey-De-L'Endroit „Daffy“ |
| Turbo Tre     | Left Wing        | Capt Matthias Grossen „Nemo“               |
| Turbo Quattro | Slot             | Capt Andreas Menk „Menkster“               |
| Turbo Cinque  | left outer wing  | Capt Matthew Leavy „Murphy“                |
| Turbo Sexi    | Right outer wing | Capt Alain Von Büren „Fondü“               |
| Turbo Sette   | 2. Solo          | Capt Marius Krüsi „Crus“                   |
| Turbo Otto    | 1. Solo          | Capt Mario Thöni „Thöma“                   |
| Turbo Nove    | 2. Lead          | Capt Mario Schwarz „Blacky“                |
| PR1           | Speaker          | Capt Philippe Hertig „Philippe“            |
| PR2           | Speaker          | Spec Of Cédric Spörri „Cedi“               |
| Spare         | Spare Pilot      |                                            |